# Idaea capnaria
Idaea capnaria là một loài bướm đêm trong họ Geometridae.